# Сен-Марсо (Арденны)
Сен-Марсо́ (фр. Saint-Marceau) — коммуна во Франции, находится в регионе Шампань — Арденны. Департамент — Арденны. Входит в состав кантона Флиз. Округ коммуны — Шарлевиль-Мезьер.
Код INSEE коммуны — 08388.
Коммуна расположена приблизительно в 200 км к северо-востоку от Парижа, в 90 км севернее Шалон-ан-Шампани, в 7 км к югу от Шарлевиль-Мезьера.

## Население
Население коммуны на 2008 год составляло 375 человек.
| 1793 | 1800 | 1806 | 1821 | 1831 | 1841 | 1846 | 1851 | 1866 | 1872 | 1881 | 1886 | 1891 | 1896 | 1901 |
| ---- | ---- | ---- | ---- | ---- | ---- | ---- | ---- | ---- | ---- | ---- | ---- | ---- | ---- | ---- |
| 188  | 216  | 225  | 239  | 277  | 324  | 366  | 342  | 357  | 403  | 445  | 403  | 370  | 357  | 361  |

| 1906 | 1911 | 1921 | 1926 | 1931 | 1936 | 1946 | 1954 | 1962 | 1968 | 1975 | 1982 | 1990 | 1999 | 2008 |
| ---- | ---- | ---- | ---- | ---- | ---- | ---- | ---- | ---- | ---- | ---- | ---- | ---- | ---- | ---- |
| 352  | 340  | 306  | 316  | 288  | 297  | 233  | 264  | 220  | 201  | 267  | 364  | 411  | 421  | 375  |

## Администрация
| Период    | Имя              | Партия            |
| --------- | ---------------- | ----------------- |
| 1983-2001 | Анри Симиони     | сочувствующий ФКП |
| с 2001    | Жан-Баптист Дени |                   |

## Экономика
В 2007 году среди 272 человек в трудоспособном возрасте (15—64 лет) 192 были экономически активными, 80 — неактивными (показатель активности — 70,6 %, в 1999 году было 70,9 %). Из 192 активных работали 181 человек (101 мужчина и 80 женщин), безработных было 11 (5 мужчин и 6 женщин). Среди 80 неактивных 25 человек были учениками или студентами, 36 — пенсионерами, 19 были неактивными по другим причинам.

## Достопримечательности
- Замок Сен-Марсо[фр.] (XVII век). Памятник истории с 1990 года.[3]
- Часовня Сен-Жюльен. Памятник истории с 1976 года.[4]

## Фотогалерея
- Церковь Сен-Мартьяль
- Замок Сен-Марсо
- Карта коммуны